# Alfa Romeo Tipo 33
Alfa Romeo Tipo 33 är en serie sportvagnar, tillverkade av den italienska biltillverkaren Alfa Romeo mellan 1967 och 1977.

## Bakgrund
I början av sextiotalet ville FIA bredda intresset för sportvagns-VM, från både tillverkare och publik, genom att införa flera klasser även för mindre bilar i mästerskapet. Alfa Romeo hade stora framgångar i de mindre klasserna med sin Giulia TZ och beslutade att vidareutveckla sin satsning med en sportvagnsprototyp med mittmotor.

## Utveckling

### 33/2
Alfa Romeos utvecklingsavdelning lade upp grunderna för den nya sportvagnen. Därefter sändes den vidare till tävlingsavdelningen Autodelta för färdigställande. Bilens chassi bestod av två längsgående aluminiumrör, förbundna på mitten av ett ensamt tvärgående rör, som ett stort H. Autodelta tog fram en liten tvåliters V8-motor. Bilen debuterade 1967.
Under 1968 introducerades en variant med 2,5-litersmotor.

### 33/3
Med sin lilla motor kunde Tipo 33 inte konkurrera med bilarna från Ferrari, Ford och Porsche. Därför tog Autodelta fram en trelitersversion under 1969. Den nya motorn fick fyra ventiler per cylinder och användes även i formel 1, bland annat av McLaren. Det udda plattformschassit ersattes av en självbärande aluminiummonocoque.

### 33TT3
I slutet av 1971 introducerades ett nytt rörramschassi av traditionell typ.
Bilen tävlade även i CanAm med en fyralitersmotor.

### 33TT12

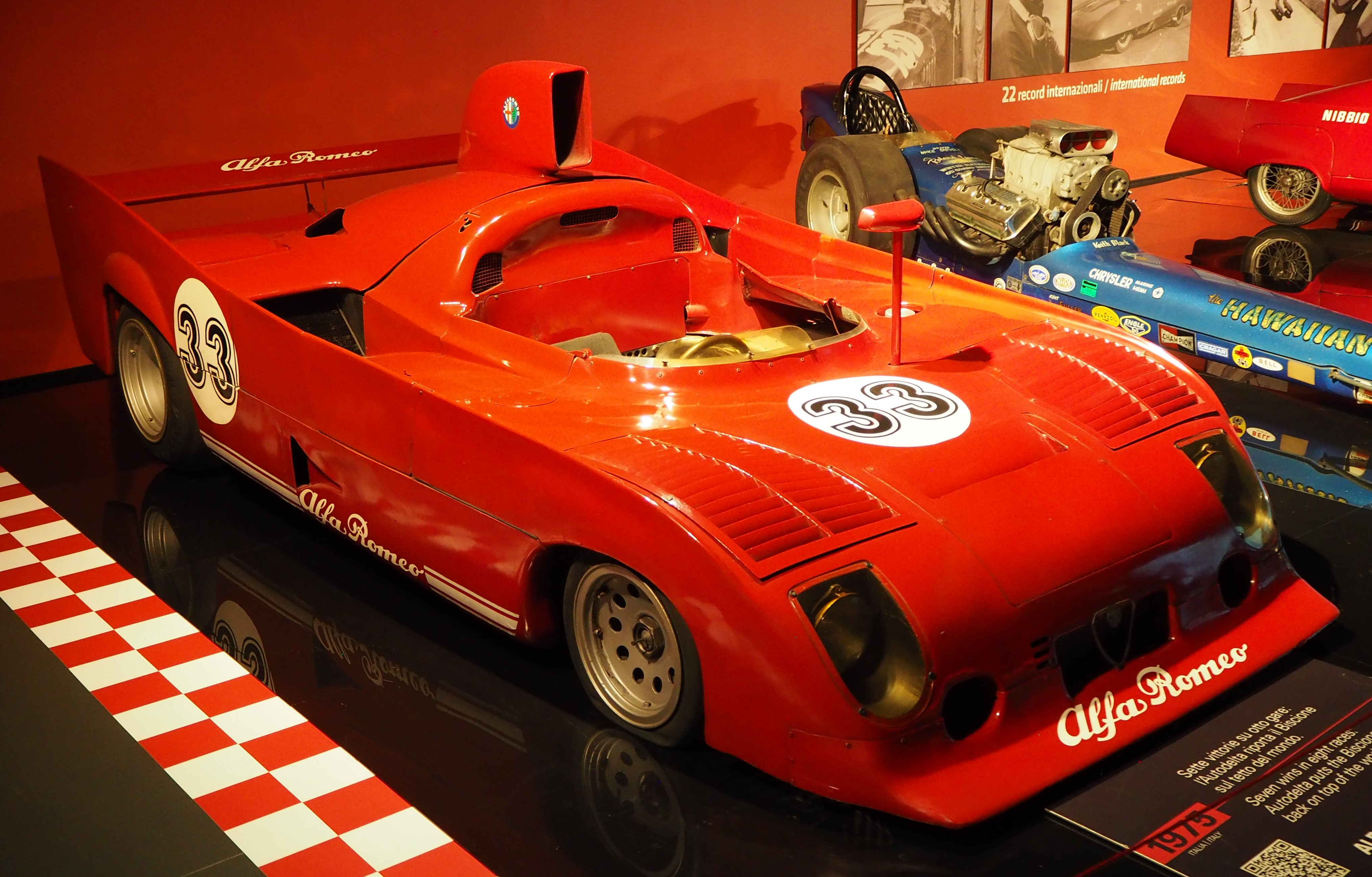
Alfa Romeo 33TT12 1975

Till 1973 fick bilen en ny tolvcylindrig motor. Alfa Romeo följde den rådande trenden för sportvagnsmotorer, med en flat motor för lägsta tyngdpunkt. Det var dock ingen ”äkta” boxermotor, utan en V-motor med 180° mellan cylinderbankarna. Skillnaden ligger i vevaxelns konstruktion och motorns tändföljd. Även den här motorn användes i formel 1, bland annat av Brabham.

### 33SC12
Under 1976 gick Alfa Romeo tillbaka till monocoque-chassi. Till 1977 introducerades en turbomatad version av den tolvcylindriga motorn.
Efter 1977 lämnade Alfa Romeo sportvagnsracingen för att koncentrera sig på sin egen formel 1-satsning.

## Tekniska data
| Tekniska data               | 33/2                                                                  | 33/3                                                                  | 33TT3                                                                 | 33TT12                                                                | 33SC12                                                                |
| --------------------------- | --------------------------------------------------------------------- | --------------------------------------------------------------------- | --------------------------------------------------------------------- | --------------------------------------------------------------------- | --------------------------------------------------------------------- |
| Motor:                      | 8-cylindrig 90° V-motor                                               | 8-cylindrig 90° V-motor                                               | 8-cylindrig 90° V-motor                                               | 12-cylindrig 180° V-motor                                             | 12-cylindrig 180° V-motor med dubbla turbo                            |
| Cylindervolym:              | 1995 cm³                                                              | 2998 cm³                                                              | 2998 cm³                                                              | 2995 cm³                                                              | 2134 cm³                                                              |
| Borrning x slaglängd:       | 78,0 x 52,2 mm                                                        | 86,0 x 64,4 mm                                                        | 86,0 x 64,4 mm                                                        | 77,0 x 53,6 mm                                                        | 77,0 x 38,2 mm                                                        |
| Kompression:                | 11,0:1                                                                | 11,0:1                                                                | 11,0:1                                                                | 12,0:1                                                                |                                                                       |
| Max effekt vid varvtal:     | 270 hk vid 9 600 v/min                                                | 420 hk vid 9 400 v/min                                                | 440 hk vid 9 800 v/min                                                | 500 hk vid 11 500 v/min                                               | 640 hk vid 11 000 v/min                                               |
| Max vridmoment vid varvtal: |                                                                       |                                                                       |                                                                       |                                                                       | 470 Nm vid 9 000 v/min                                                |
| Ventilstyrning:             | Dubbla överliggande kamaxlar per cylinderrad, 2 ventiler per cylinder | Dubbla överliggande kamaxlar per cylinderrad, 4 ventiler per cylinder | Dubbla överliggande kamaxlar per cylinderrad, 4 ventiler per cylinder | Dubbla överliggande kamaxlar per cylinderrad, 4 ventiler per cylinder | Dubbla överliggande kamaxlar per cylinderrad, 4 ventiler per cylinder |
| Bränslesystem:              | Bränsleinsprutning                                                    | Bränsleinsprutning                                                    | Bränsleinsprutning                                                    | Bränsleinsprutning                                                    | Bränsleinsprutning                                                    |
| Växellåda:                  | 6-växlad manuell                                                      | 6-växlad manuell                                                      | 5-växlad manuell                                                      | 5-växlad manuell                                                      | 5-växlad manuell                                                      |
| Hjulupphängning fram:       | Dubbla tvärlänkar, skruvfjädrar, krängningshämmare                    | Dubbla tvärlänkar, skruvfjädrar, krängningshämmare                    | Dubbla tvärlänkar, skruvfjädrar, krängningshämmare                    | Dubbla tvärlänkar, skruvfjädrar, krängningshämmare                    | Dubbla tvärlänkar, skruvfjädrar, krängningshämmare                    |
| Hjulupphängning bak:        | Dubbla tvärlänkar, skruvfjädrar, krängningshämmare                    | Dubbla tvärlänkar, skruvfjädrar, krängningshämmare                    | Dubbla tvärlänkar, enkla längslänkar, skruvfjädrar, krängningshämmare | Dubbla tvärlänkar, enkla längslänkar, skruvfjädrar, krängningshämmare | Dubbla tvärlänkar, enkla längslänkar, skruvfjädrar, krängningshämmare |
| Bromsar:                    | Hydrauliska skivbromsar                                               | Hydrauliska skivbromsar                                               | Hydrauliska skivbromsar                                               | Hydrauliska skivbromsar                                               | Hydrauliska skivbromsar                                               |
| Chassi & kaross:            | Plattformschassi av aluminiumrör med aluminiumkaross                  | Självbärande monocoque                                                | Fackverksram av stål med aluminiumkaross                              | Fackverksram av stål med aluminiumkaross                              | Självbärande monocoque                                                |
| Hjulbas:                    | 225 cm                                                                | 224 cm                                                                | 224 cm                                                                | 234 cm                                                                | 250 cm                                                                |
| Torrvikt:                   | 600 kg                                                                | 700 kg                                                                | 650 kg                                                                | 670 kg                                                                | 770 kg                                                                |
| Toppfart:                   | 260 km/h                                                              |                                                                       |                                                                       | 330 km/h                                                              | 350 km/h                                                              |

## Tävlingsresultat

### Sportvagns-VM 1967
Bilens första säsong i sportvagns-VM 1967 präglades av dålig tillförlitlighet. Bästa resultatet kom i Nürburgring 1000 km, där Roberto Bussinello och Teodoro Zeccoli slutade på femte plats.
I mästerskapet slutade Alfa Romeo på tredje plats i lilla prototypklassen, tack vare poäng tagna även med den äldre Giulia TZ2.

### Sportvagns-VM 1968
Bästa resultatet under 1968 blev en andraplacering i Targa Florio för Ignazio Giunti och Nanni Galli.
Året slutade med en tredjeplats i prototypklassen.

### Sportvagns-VM 1969
Säsongen 1969 blev bedrövlig för Alfa Romeo. Bästa placering stod privatförarna Enrico Pinto och Giovanni Alberti för, när de slutade femma i Targa Florio.
Säsongen slutade med en sjätteplats i prototypklassen.

### Sportvagns-VM 1970
Säsongen 1970 körde Alfa Romeo med trelitersmotor. Bästa resultat blev en andraplats i Zeltweg 1000 km med Andrea de Adamich och Henri Pescarolo.
Alfa Romeo slutade ännu en gång på sjätteplats i prototypklassen.

### Sportvagns-VM 1971
Säsongen 1971 började Alfa Romeo äntligen ta totalsegrar i VM, inte bara klassegrar. I Brands Hatch 1000 km vann Andrea de Adamich och Henri Pescarolo. I Targa Florio blev det en dubbelseger, med Nino Vaccarella och Toine Hezemans före Andrea de Adamich och Gijs van Lennep. I Watkins Glen 6-timmars vann Ronnie Peterson i par med Andrea de Adamich.
I mästerskapet slutade stallet tvåa i prototypklassen.

### Sportvagns-VM 1972
Säsongen 1972 blev ett bakslag, med en andraplats i Targa Florio för Nanni Galli och Helmut Marko som bästa resultat.
Trots det slutade säsongen med ännu en andraplats i VM.

### Sportvagns-VM 1973
Säsongen 1973 blev en testsäsong med den nya tolvcylindriga motorn. Bästa resultat blev en femteplats i Monza 1000 km för privatstallet Scuderia Brescia Corse.
Alfa Romeo slutade på en niondeplats i mästerskapet.

### Sportvagns-VM 1974
Säsongen 1974 tog Alfa Romeo en trippelseger i Monza 1000 km, med Arturo Merzario / Mario Andretti på första, Jacky Ickx / Rolf Stommelen på andra och Carlo Facetti / Andrea de Adamich på tredje plats.
I mästerskapet slutade Alfa Romeo på fjärde plats.

### Sportvagns-VM 1975
Säsongen 1975 dominerades av Alfa Romeo, med vinst i de sju av de åtta deltävlingar man ställde upp i. Förarparen Arturo Merzario / Jacques Laffite och Henri Pescarolo / Derek Bell tog hem tre vinster var.
1975 blev Alfa Romeo slutligen världsmästare.

### Sportvagns-VM 1976
Säsongen 1976 var Alfa Romeo djupt involverade i Brabhams formel 1-satsning och sportvagnarna hamnade på undantag. Bästa resultat blev en andraplats i Imola 500 km för Vittorio Brambilla och Arturo Merzario.
Året slutade med en sjundeplats i VM.

### Sportvagns-VM 1977
Säsongen 1977 kom Alfa Romeo tillbaka med en storsatsning som slutade med vinst i alla åtta loppen. Vittorio Brambilla och Arturo Merzario tog fyra vinster var, i olika konstellationer.
1977 blev Alfa Romeo återigen världsmästare.
Efter säsongen lämnade Alfa Romeo sportvagnsracingen och övergick till formel 1.